# Federigo Grossi
Federigo Grossi, indicato anche come Federico Grossi, (Napoli, 12 novembre 1838 – Arce, 10 dicembre 1922), è stato un politico italiano, deputato del Regno d'Italia e presidente della provincia di Terra di Lavoro dal 16 dicembre 1902 al 13 agosto 1906.

## Biografia
Figlio del medico Rocco Grossi, nacque a Napoli il 12 novembre 1838. Completati gli studi in giurisprudenza e dopo l'annessione del Regno delle Due Sicilie al Regno sabaudo, fece ritorno ad Arce, paese natale del padre, dove esercitò la professione di avvocato e fu Vice Pretore. Intrapresa la carriera politica, nel 1866 fu eletto consigliere della provincia di Terra di Lavoro, venendo confermato fino al 1910 e ricoprendo ruoli di dirigenza sia come assessore (allora indicato come «deputato provinciale»), sia presiedendo la provincia dal 16 dicembre 1902 al 13 agosto 1906.
Nel 1876 fu eletto deputato del Regno d'Italia nel collegio di Pontecorvo per la Sinistra liberale, venendo riconfermato nelle successive otto elezioni fino al 1904, quando decise di non ricandidarsi.
Svolse un ruolo chiave affinché la valle del Liri fosse inclusa nelle valutazioni per l'edificazione di un polverificio militare nell'Italia centrale, conducendo alla fondazione nel 1893 del polverificio militare di Fontana Liri. Inoltre, promosse la realizzazione della ferrovia Avezzano-Roccasecca, per servire il tessuto industriale locale. La sua attività politica fu volta prevalentemente a promuovere lo sviluppo dell'Alta Terra di Lavoro, da lui rappresentata.
Morì il 10 dicembre 1922 ad Arce, dove fu sepolto.